# Rats-Apotheke (Königslutter)

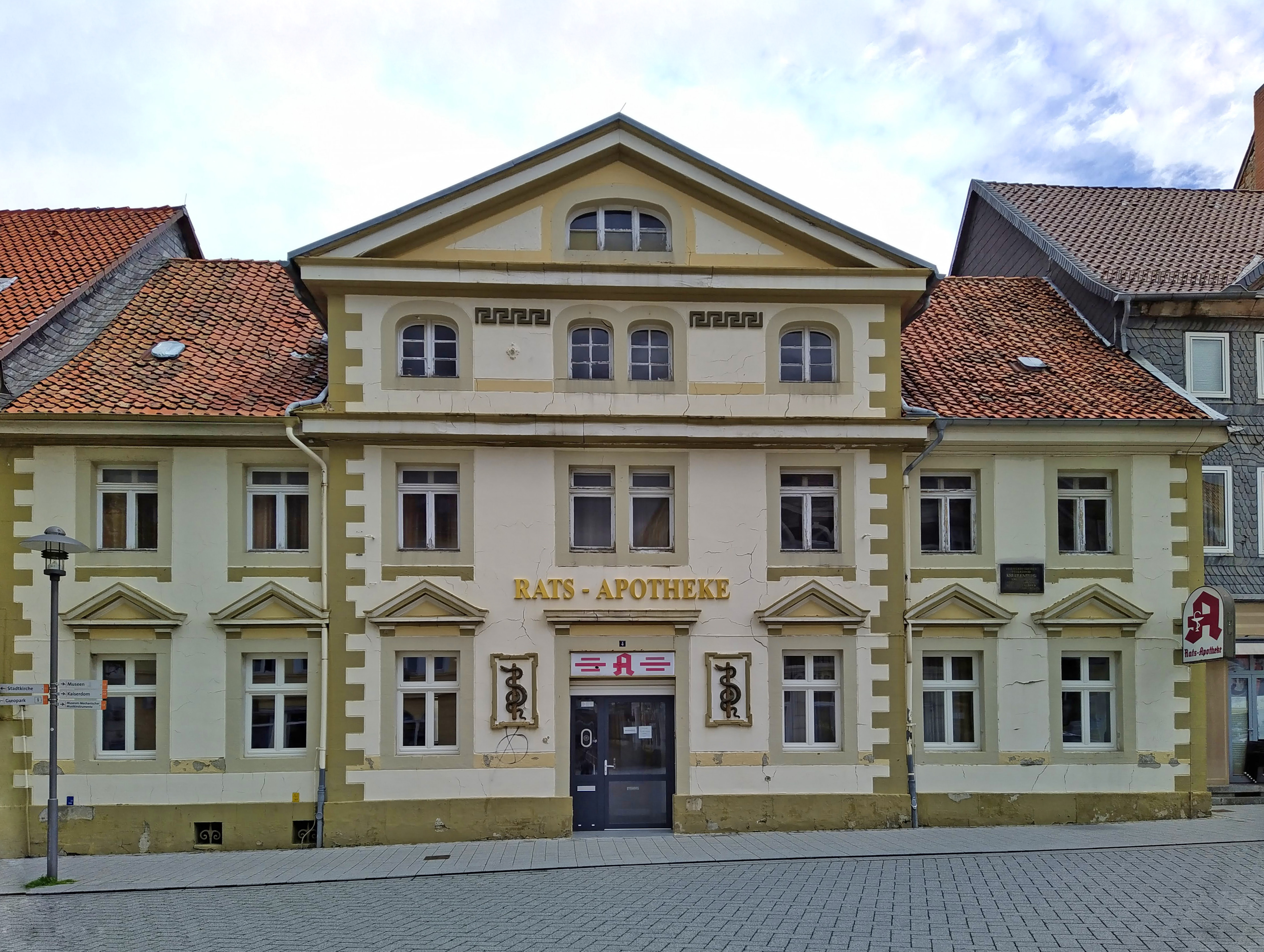
Rats-Apotheke am Markt 4 in Königslutter

Die Rats-Apotheke in Königslutter am Elm befindet sich an der Adresse Am Markt 4.

## Bauwerk
Das verputzte, klassizistische Bauwerk imponiert durch seine Schaufassade mit Mittelrisalit und den Werksteineinfassungen. Der Eingang zeigt einen Tympanon mit einem Korbbogenfenster, an seinen Flanken befinden sich Reliefs mit dem Stab des Äskulaps. Das Bauwerk ruht auf einem Sandsteinsockel und wird geschlossen durch ein Satteldach mit Krempziegeln bzw. Hohlpfannen. Der hinterseitige zweigeschossige Fachwerkbau weist einen Braukeller auf.

## Geschichte
Die Rats-Apotheke wurde 1560 begründet. Herzog Karl I. von Braunschweig-Wolfenbüttel verstaatlichte die Apotheke 1750, sodass sich der Name auf „Fürstliche Apotheke“ änderte. Bereits 1771 erfolgte die Reprivatisierung durch den Verkauf an den Apotheker Johann-Jacob Krukenberg. Noch heute befindet sich die Rats-Apotheke im Gebäude und wird von der Familie Kwasniewski geführt.

## Denkmalschutz
Die Ratsapotheke ist als Teil einer Gruppe baulicher Anlagen („Ensemble“) „Altstadt (Historischer Ortskern Königslutter)“ nach § 3 Abs. 3 S. 1 NDSchG denkmalrechtlich geschützt. Das Niedersächsische Landesamt für Denkmalpflege begründet die Denkmaleigenschaft des Gebäudes und innerhalb der Gruppe wegen seiner geschichtlichen, künstlerischen und städtebaulichen Bedeutung, nämlich wegen des Zeugnis- und Schauwertes für die Bau-, Kunst- und Stadtgeschichte, wegen des Erlebniswerts nicht alltäglicher Gestaltung und wegen seines prägenden Einflusses als Element des räumlichen Gefüges des Platzes.